# Ацетабулярия
Ацетабуля́рия (лат. Acetabularia), также известная как «бокал русалки» — род зелёных водорослей, гигантская сифоновая одноклеточная водоросль с единственным клеточным ядром, расположенным в нижней части организма.
Известны и другие клетки больших размеров — нервные клетки (например, гигантские аксоны кальмара), лубяные волокна растений или яйца птиц, пресмыкающихся и первозверей. Но в данном случае размера порядка нескольких сантиметров достигает взрослый одноклеточный организм. Впервые это качество ацетабулярии описал в 1930-е годы немецкий биолог Иоахим Геммерлинг.
Стебелёк взрослого растения имеет длину от 2—3 см до 4—6 см, а шляпка (зонтик) — до 1 см в диаметре. Для отдельных видов длина стебелька достигает 10 см и даже 18 см.
Ацетабулярия обитает в морях в условиях тропического и субтропического климата (в частности, в Средиземном море, в бассейне Индийского океана и Карибского моря).
Ацетабулярия живёт на мелководье и часто повреждается прибоем. Эволюционное приспособление к этой среде — способность к регенерации всех утраченных частей, кроме клеточного ядра. При этом единственное ядро этого одноклеточного растения находится в ризоиде (ножке), прикреплённой к камням.
В лабораторных условиях используется как удобный объект при исследовании ядерно-плазматического взаимодействия.

## Первые публикации
Организм был впервые описан в 1586 году (Mattoli, 1586), через 54 года последовала вторая публикация (Parkinson, 1640) и 172 года позднее — третья (Linneaus, 1758). В 1930-е гг. Геммерлинг открыл одноклеточный характер водоросли. Взрывной рост публикаций последовал между 1950 и 1980 годами, достигая пяти сотен за десятилетие (в период наибольшего подъёма в 1970-е — главным образом, по тематике ритмов и электрофизиологии), после чего он пошёл на спад (график числа публикаций приведён по ссылке).

## Классификация
Согласно классификации, принятой в СССР (по данным В. И. Кефели, 1978), Ацетабулярия (Acetabularia) принадлежит к типу зелёных водорослей (Chlorophyta), к классу равножгутиковых (Isocontae), порядку сифоновых (Siphonales), семейству дазикладовых (Dasycladaceae).
Дазикладовые (Dasycladaceae) теперь классифицируются как член класса Ульвофициевые (Ulvophyceae) (Graham et Wilcox, 2000), хотя van den Hoek и др. (1993), согласно определённой ими комбинации свойств, размещали их отдельный класс — Dasycladophyceae.
Acetabularia также является синонимом одного из родов грибов — Cyphellopus (Index Fungorum, MycoBank).

## Виды
- Acetabularia acetabulum
- Acetabularia antillana
- Acetabularia calyculus
- Acetabularia crenulata
- Acetabularia dentata
- Acetabularia farlowii
- Acetabularia kilneri
- Acetabularia major
- Acetabularia myriospora
- Acetabularia peniculus
- Acetabularia ryukyuensis
- Acetabularia schenkii
- Acetabularia toxasii

## Строение

1 — зонтик (шапочка), 2 — стебелёк, 3 — ризоид (ножка), 4 — клеточное ядро

Ацетабулярия представляет собой одноклеточный организм,
гигантскую одноядерную клетку, имеющую сложное строение.
Состоит из ризоида с ядром, стебелька и зонтика (шапочки).
Стебелёк, увенчанный сверху шапочкой, имеет длину до 5 см. Внизу стебелька находится ризоид, где расположено единственное у этого одноклеточного организма ядро.
Ацетабулярия живёт на мелководье. Ножкой (ризоидом) она прикрепляется к каменистому грунту.
Шапочка (шляпка) образована мутовкой сросшихся или несросшихся гаметангиев.
Так, у средиземноморской A. mediterranea гаметангии срослись в единую шляпку или зонтик. У другого вида — А. crenulata из Карибского моря — дольки (гаметангии) зонтика имеют форму банана и радиально расходятся от вершины стебелька.

## Жизненный цикл

Жизненный цикл ацетабулярии

В природе полный жизненный цикл Aceiabularia mediterranea составляет около трёх лет, а в лабораторных условиях может быть сокращён до нескольких месяцев (примерно до 6 месяцев).
1 — Из прошедшей зимовку цисты весной выходят жгутиковые клетки (гаметы) с мягкой оболочкой и двумя жгутиками на конце.
2 — Гаметы некоторое время плавают, а затем попарно копулируют. При этом пары составляют гаметы из разных цист.:96
3 — Примерно через два дня образуется одна диплоидная клетка (зигота).
4 — На первом году жизни клетка состоит из ризоида (разветвлённой ножки), которой она крепится к субстрату, и стебелька без зонтика. Осенью стебелёк засыхает и отваливается, и оставшийся ризоид зимует за счёт запасённых веществ.
5 — Следующей весной вырастает новый стебелёк с зачатком зонтика (одна или несколько стерильных мутовок, которые осенью отмирают).
6 — На третий год формируются зрелые стебелёк и зонтик (мутовка из гаметангиев). В период завершения вегетативной фазы ядро многократно делится (распадается), и образованные мелкие вторичные ядра (10—20 тысяч) перемещаются в зонтик (в гаметангии).
7 — Ядра собираются в цисты с толстыми стенками. Осенью цисты выходят из зонтика и зимуют в свободном состоянии. Согласно одной точке зрения, внутри цисты осуществляется несколько ядерных делений, последнее из которых носит редукционный характер (мейоз). Согласно другой, более современной точке зрения, редукционное деление производится на более ранней стадии — при распаде гигантского ядра, расположенного в ризоиде. Вокруг каждого ядра цисты концентрируется цитоплазма и формируется клеточная мембрана.
Существует точка зрения (Berger, Liddle, 2003), согласно которой 3-летний жизненный цикл средиземноморской ацетабулярии A. mediterranea, воспроизводимый учебной литературой из источников XIX века, на самом деле не подтвержден наблюдениями и опытами. Эксперименты этих исследователей показали, что, хотя клетка может впадать в дремлющее состояние в холодной 10 °C воде, она также может завершить свой жизненный цикл в течение одного сезона.

## Выращивание в искусственной среде
Впервые технику выращивания ацетабулярии описали Геммерлинг (1931) и Beth (1953).
Ацетабулярия при переносе её в лабораторию отказывалась расти даже в морской воде из соответствующих мест обитания, пока Геммерлинг не добавил в воду отвар садовой земли.
Состав среды для выращивания Acetabularia mediterranea, который применялся длительное время в различных лабораториях:
| Компоненты               | Частей на литр |
| ------------------------ | -------------- |
| NaNO3                    | 100 мг         |
| Na2HPO4                  | 20 мг          |
| Экстракт почвы           | 2—5 мл         |
| Натуральная морская вода | 1 л            |

Впоследствии Шепардом (1970) была разработана полностью искусственная среда на основе дистиллированной воды, нескольких различных солей с добавлением витаминов (таблица состава приведена по ссылке), которая позволяет поддерживать нормальное развитие ацетабулярии.

## Регенерация
Ацетабулярия обладает особенностью, которая позволяет ей синтезировать свой зонтик и другие части после удаления корешка или расположенного в корешке ядра.
Энуклеированное (лишённое ядра) растение способно восстановить утраченные части: зонтик, ризоид: всё, за исключением ядра. Такие растения погибают через несколько месяцев. Напротив, части этого одноклеточного растения с ядром способны неоднократно восстанавливаться после повреждения.
Производились следующие опыты с регенерацией ацетабулярии

:

Ампутация ножки (ризоида), которая содержит единственное клеточное ядро растения. Образуется новый ризоид, который, однако, не имеет ядра. Клетка может выжить в благоприятных условиях несколько месяцев, но уже не способна к размножению
Удаление зонтика (шляпки). После этого одноклеточное растение формирует новую шляпку
Стебелёк отрезан чуть выше ризоида. Это приводит к образованию второго ризоида
Удаление ризоида и шляпки (оставлена центральная часть). Происходит их восстановление (без ядра)
Стебелёк отрезан ближе к шляпке. Это приводит к образованию второй шляпки
Удаление сначала шляпки, а затем - ризоида с ядром. Из этого эксперимента было показано, что ядро отвечает за обучение

В России опытами по регенерации ацетабулярии занимался академик РАН Лев Сандахчиев.

## Трансплантация ядра

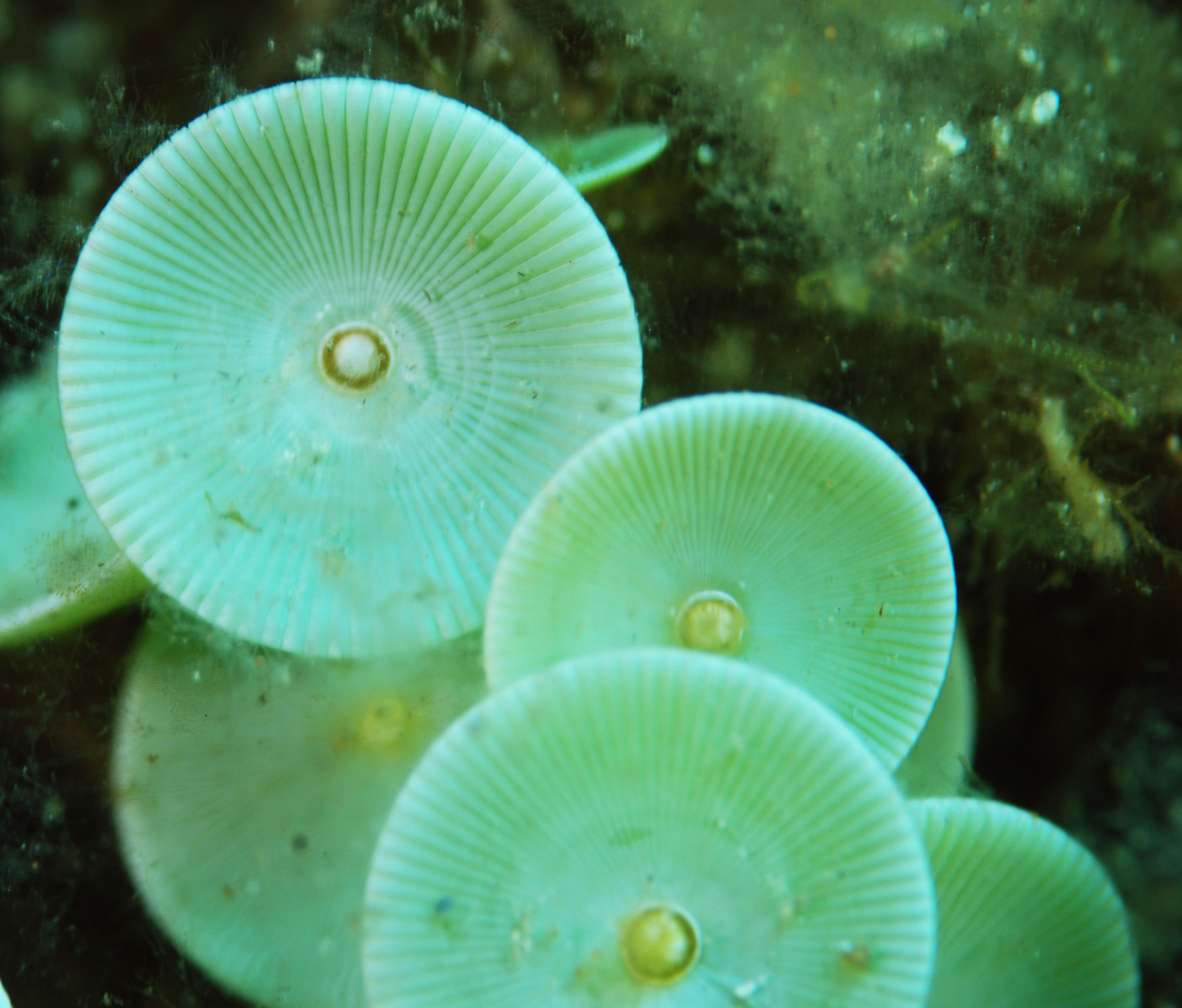
Зонтик (шляпка) средиземноморской ацетабулярии A. mediterranea.

Ядро ацетабулярии отличается жизнеспособностью: будучи выделенным из организма и очищенным, оно может быть сохранено в растворе сахара в течение 24 часов.
При пересадке в ацетабулярию ядра другого вида новое ядро «отдаёт команды» по постройке новой шляпки. Но если в стебле ещё остался запас «шляпкообразующего вещества» старого типа, то в результате образуется смешанная по своим свойствам клетка-гибрид.
Геммерлинг производил замещение ядра у двух видов ацетабулярии: A. mediterranea и A. crenulata, которые различаются формой шляпки. Производилось пересаживание ядра или сращивание стебелька с ризоидом разных видов. Шапочка приобретала форму, присущую тому виду, у которого было взято ядро.
При пересадке ядра в A. mediterranea из A. Wettsteini в 1935 году Геммерлинг получал растения по типу Wettsteini, но в некоторых случаях — организмы имели признаки обеих форм. По поводу этих необычных растений он писал:

«Но в 6 случаях сначала возникли образования типа mediterranea (типичные мутовки и возможно недоразвитые шляпы), но затем шляпа Wettsteini. Возникновение образований mediterranea основывается на действии ядра Wettsteini. В этих случаях пересаживалась передняя часть mediterranea, содержавшая уже больше или меньше специфических виду формообразующих веществ. Они пошли в ход в первую очередь и, как и следовало ожидать, индуцировали образования mediterranea; лишь затем подействовало ядро Wettsteini».

## Циркадный ритм
Ритм выработки кислорода растением зависит от времени суток: днём оно выделяет больше кислорода, чем ночью, поскольку для реакции фотосинтеза нужен свет. Однако этот ритм сохраняется, если ацетабулярию начать освещать постоянно и круглосуточно: действуют внутренние биологические часы организма. Такие периодические процессы называют циркадианным, или циркадным (околосуточным) ритмом. Они присущи всем живым организмам, клетки которых имеют ядро (включая одноклеточные, растения и грибы, а также животных и человека):95.
Если поменять ритм освещения (освещать водоросль ночью, а не днём), произойдёт смещение фазы суточного ритма у растения на противоположную. Если после этого поменять ядра у растений, имеющих противоположную фазу, то ритм через короткое время установится по приказу соответствующего ядра:95.
Растение стремится поворачивать свою шляпку так, чтобы на неё падало больше света. Кроме того, хлоропласты перемещаются внутри клетки, чтобы в дневное время оказаться на её поверхности, а ночью часть из них опускаются в её нижнюю часть. Этот ритм внутриклеточного перемещения хлоропластов также сохраняется при постоянной температуре и освещении в течение суток:96.
При неизменных температуре и освещении исследователи измеряли разность электрического потенциала (напряжение) между верхним и нижним концами водоросли, и обнаруживали этот же эндогенный околосуточный ритм:96.
Циркадный ритм сохраняется даже после удаления ядра, и даже после разделения клетки на несколько маленьких частей, что свидетельствует о местонахождении биологических часов в цитоплазме или на наружной мембране клетки:95.

## В произведениях культуры
- Жюль Верн в романе «Двадцать тысяч льё под водой» (1869—1870) упоминает ацетабулярии среди прочих водных растений во владениях капитана Немо[31].

## Атлас фотографий
- Sigrid Berger. Photo-Atlas of living Dasycladales
  - Acetabularia acetabulum (= mediterranea[32]) 19 фото
  - Acetabularia caliculus 7 фото
  - Acetabularia crenulata 21 фото
  - Acetabularia dentata 9 фото
  - Acetabularia farlowii 7 фото
  - Acetabularia kilneri 9 фото
  - Acetabularia major 3 фото
  - Acetabularia peniculus 9 фото
  - Acetabularia ryukyuensis 10 фото Архивная копия от 21 декабря 2009 на Wayback Machine
  - Acetabularia schenckii 15 фото